# Talleyrand-Périgord

Wappen der Herzöge von Talleyrand-Périgord

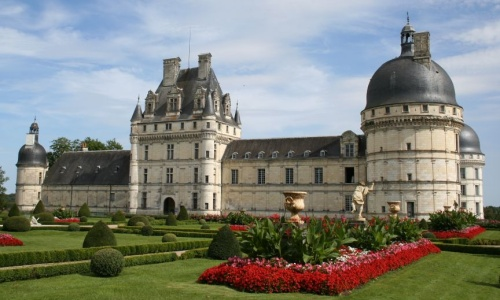
Schloss Valençay, 1803 bis 1952 im Besitz der Familie

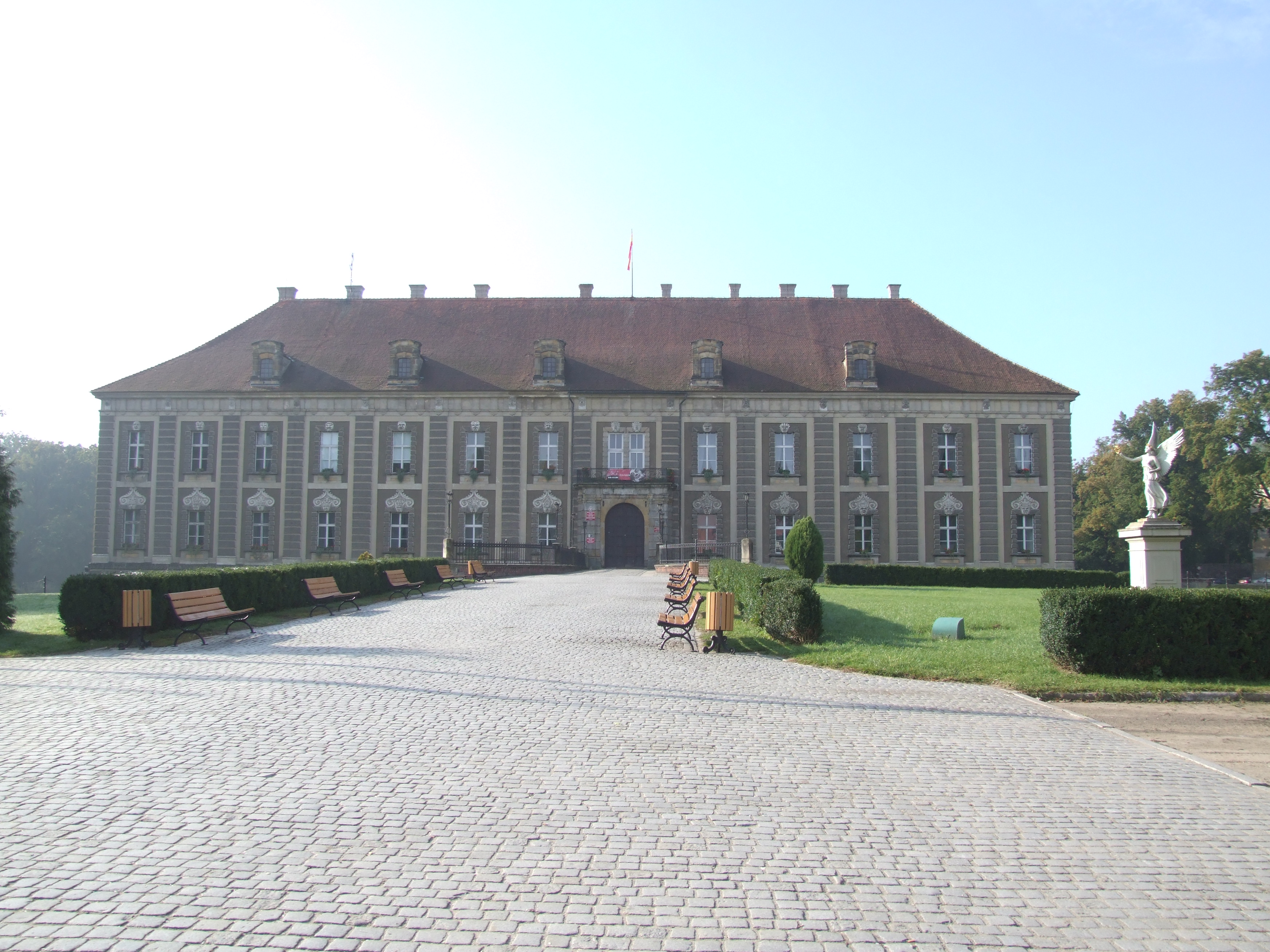
Schloss Sagan in Sagan, Schlesien, 1842 bis 1945 im Besitz der Familie

Talleyrand-Périgord [talɛ'ʀɑ̃ peʀi'gɔʀ] ist eine Familie des französischen Adels, eine Nebenlinie derer von Périgord, die sich im 13. Jahrhundert mit dem Besitz Grignols (Dordogne) abspaltete. Mit dem erheirateten Chalais (Charente) ergab sich weiterer Besitz, der in der siebten Generation zum Titel eines Prince de Chalais führte.
Der entscheidende Schritt zu nationaler Bedeutung gelang 1777, als Alexandre Angélique de Talleyrand-Périgord zum Erzbischof von Reims ernannt wurde. Sein Neffe war Charles-Maurice de Talleyrand-Périgord, der Außenminister Napoleons, in dessen Verwandtschaft sich im 19. Jahrhundert die Herzogstitel häuften: 1806 Herzog von Benevent, 1816 Herzog von Périgord, 1817 Herzog von Talleyrand-Périgord und (neapolitanischer) Herzog von Dino, 1846 (preußischer) Herzog von Sagan. Das Geschlecht ist 1968 im Mannesstamm erloschen.

## Stammliste

### Bis zum 17. Jahrhundert
1. Boson, Seigneur de Grignols; ⚭ Marguerite, Tochter von Adémar V., Vicomte de Limoges, (Haus Comborn) – Vorfahren siehe Haus Périgord
  1. Hélie, Seigneur de Grignols; ⚭ Agnès, Dame de Chalais, Tochter von Olivier, Seigneur de Chalais
    1. Raymond, Seigneur de Grignols et de Chalais; ⚭ 1305 Marguerite, Tochter von Adhémar, Seigneur de Beynac
      1. Boson, Seigneur de Grignols et de Chalais; ⚭ Battana, Co-Dame de Berbiguières
        1. Hélie, Seigneur de Grignols et de Chalais; ⚭ Assalide, Vicomtesse de Fronsac, Tochter von Guillaume de Pommiers
          1. François, Vicomte de Fronsac, Seigneur de Grignols, de Chalais et de Fougueyrolles; ⚭ um 1420 Marie de Brébant, Dame de Busoches
            1. Charles, Seigneur, dann Prince de Chalais, Vicomte de Fronsac, Seigneur de Grignols et de Fougueyrolles; ⚭ 13. Mai 1443 Marie Tranchelyon
              1. Jean Prince de Chalais, Vicomte de Fronsac, Seigneur de Grignols et de Fougueyrolles; ⚭ 22. September 1478 Marguerite, Tochter von Agne IV., Seigneur d’Oliergues (Haus La Tour d’Auvergne)
                1. François, Prince de Chalais, Vicomte de Fronsac, Seigneur de Grignols et de Fougueyrolles; ⚭ 1518 Gabrielle, Tochter von Bertrand de Salignac
                  1. Julien, Prince de Chalais, Vicomte de Fronsac, Seigneur de Grignols et de Fougueyrolles; ⚭ um 1550 Jacquette, Tochter von François de La Touche, Seigneur de La Faye.
                    1. Daniel, Prince de Chalais, Seigneur, dann Comte de Grignols, Vicomte de Fronsac, Seigneur de Fougueyrolles; ⚭ 31. Oktober 1587 Jeanne de Montesquiou, Dame, dann Marquise d’Excideuil, Baronne de Beauville et de Mareuil, Tochter von Blaise, Seigneur de Montluc – Nachkommen siehe unten

                2. Louis, Seigneur de Pilhac et de Campagne; ⚭ 1517 Antoinette, Tochter von Hélie Beaupoil, Seigneur de La Force.
                  1. Marguerite; ⚭ Louis Goullard, Seigneur de Marsay (X 1572)

              2. Isabeau; ⚭ 1489 Bertrand de Salignac

          2. Catherine; ⚭ Hélie Prévot, Seigneur de La Force
          3. Tochter; ⚭ Jean de Caumont, Seigneur de Tombebœuf

### Ab dem 17. Jahrhundert
1. Daniel, Prince de Chalais, Seigneur, dann Comte de Grignols, Vicomte de Fronsac, Seigneur de Fougueyrolles; ⚭ 31. Oktober 1587 Jeanne de Montesquiou, Dame, dann Marquise d’Excideuil, Baronne de Beauville et de Mareuil, Tochter von Blaise, Seigneur de Montluc – Vorfahren siehe oben
  1. Henri (* 1599; † enthauptet 19. August 1626), Comte de Chalais; ⚭ 1622 Charlotte († 1659), Tochter von Pierre de Castille
  2. Charles, Prince de Chalais, Marquis d’Excideuil, Baron de Mareuil; ⚭ 1637 Charlotte, Tochter von Léonard, Vicomte de Pompadour
    1. Adrien-Blaise, Prince de Chalais etc. († 1670), musste Frankreich nach dem Duell des Marquis de La Frette mit dem Prince de Chalais 1663 verlassen; ⚭ 1659 Marie-Anne de La Trémoille, genannt La Princesse des Ursins, Tochter von Louis II. de La Trémoille, Duc de Noirmoutier († 1722), (Haus La Trémoille)
    2. Pierre
    3. Jean, Prince de Chalais etc. († 1731); ⚭ Februar 1676 Juste († 1741), Tochter von Philibert de Pompadour, Marquis de Laurière
      1. Louis Jean Charles († 24. Februar 1757) Prince de Chalais etc.; ⚭ 10. Dezember 1722 Marie-Françoise, Tochter von Louis I., Duc de Mortemart, (Haus Rochechouart)
        1. Philippe-Elisabeth (* 24. September 1724)
        2. Marie-Françoise (* 10. August 1727), Princesse de Chalais etc.; ⚭ 28. Dezember 1743 Gabriel Marie de Talleyrand, Comte de Grignols († 1795) – siehe unten

  3. Godefroi; ⚭ Marie, Tochter von Jean Tizon, Seigneur du Roc
  4. André, Comte de Grignols, Vicomte de Fronsac, Baron de Beauville, Seigneur de Fougueyrolles; ⚭ 3. Dezember 1639 Marie, Tochter von Jacques de Courbon, Seigneur de Romègon
    1. Adrien, Comte de Grignols, Vicomte de Fronsac, Baron de Beauville, Seigneur de Fougueyrolles; ⚭ um 1665 Suzanne, Tochter von Gabriel Jaubert, Baron de Boursac
      1. Gabriel (X 1714), Comte de Grignols, Vicomte de Fronsac, Baron de Beauville, de Boursac, de Saint-Séverin, Seigneur de Fougueyrolles et de Beauséjour; ⚭ 25. Mai 1704 Marguerite, Tochter von Daniel Taillefer, Seigneur de Mauriac († 1713)
        1. Daniel-Marie (X 9. Mai 1745), „Le Marquis de Talleyrand-Périgord“, Comte de Grignols et de Mauriac; ⚭ I Marie-Guyonne, Tochter von Charles de Rochefort, Marquis de Théobon; Erbin des Château Théobon; ⚭ II 3. August 1742 Elisabeth († 25. November 1788), Tochter von Michel Chamillart, Marquis de Cany
          1. (I) Gabriel Marie (* 1. Oktober 1726; † 1797), „Le Comte du Périgord“, 1780 Lieutenant-général; ⚭ 28. Dezember 1743 Marie-Françoise, Princesse de Chalais et Marquis d’Excideuil et Baronne de Mareuil, Tochter von Louis, Prince de Chalais (siehe oben)
            1. Marie-Jeanne (* 4. August 1748; † vor 1792); ⚭ 25. Januar 1762 Louis-Marie de Mailly (* 23. November 1744; † 6. Dezember 1792), 1777 Duc de Mailly (Haus Mailly)
            2. Hélie Charles (* 3. August 1754; † 31. Januar 1829), Prince de Chalais, Comte, dann 1816 Duc du Périgord, Pair de France, 1816 Generalleutnant; ⚭ 28. Mai 1778 Marie-Charlotte († 20. Februar 1828), Tochter von Léonard de Baylers, Marquis de Poyannet
              1. Augustin-Elie (* 10. Januar 1788; † 8. Juni 1879), Prince de Chalais, Duc de Talleyrand-Périgord, Grande von Spanien; ⚭ 23. Juni 1807 Appoline († 1866), Tochter von César, Comte de Sainte-Suzanne
                1. Alix-Marie (* 4. November 1808; † 21. September 1842); ⚭ 27. Januar 1829 Pierre († 27. September 1877), Prince d’Arenberg, Sohn von Ludwig Engelbert, Herzog von Arenberg
                2. Hélie-Louis (* 23. November 1809; † 7. April 1883), Duc de Périgord, Prince de Chalais; ⚭ 28. Februar 1832 Elodie (* 4. April 1811; † 28. Dezember 1834), Tochter von Raymond François de Beauvilliers, Duc de Saint-Aignan (Haus Beauvilliers)
                  1. Emma (* 25. Mai 1833; † 21. August 1861); ⚭ 14. Mai 1857 Eugène, Comte de Choiseul d’Aillecourt († 26. Dezember 1887)
                  2. Elodie (* 1834; † 1835)

                3. Paul Adalbert René Augustin (* 28. November 1811; † 25. September 1879) Comte de Périgord; ⚭ 29. März 1853 Amicie Rousseau de Saint-Aignan (* 1833; † 6. Februar 1854), Tochter von Gabriel Rousseau, Comte de Saint-Aignan
                  1. Cécile-Charlotte (* 8. Januar 1854; † 11. Dezember 1879), Princesse de Chalais; ⚭ 10. Mai 1873 Henri Gaston de Galard de Brassac, Marquis de Brassac, Comte de Béarn († 11. Juni 1893)

            3. Adalbert-Charles (* 1. Januar 1758; † 13. Dezember 1841), Comte du Périgord; ⚭ 25. August 1794 Marie de Saint-Léger († 16. August 1830),

          2. (II) Charles Daniel (* 16. Juni 1734; † 4. November 1788), Comte de Talleyrand-Périgord, 1784 Generalleutnant; ⚭ 12. Januar 1751 Alexandrine († 24. Juni 1809), Tochter von Joseph de Damas, Marquis d’Antigny
            1. Alexandre-François (* 18. Januar 1752; † März 1757)

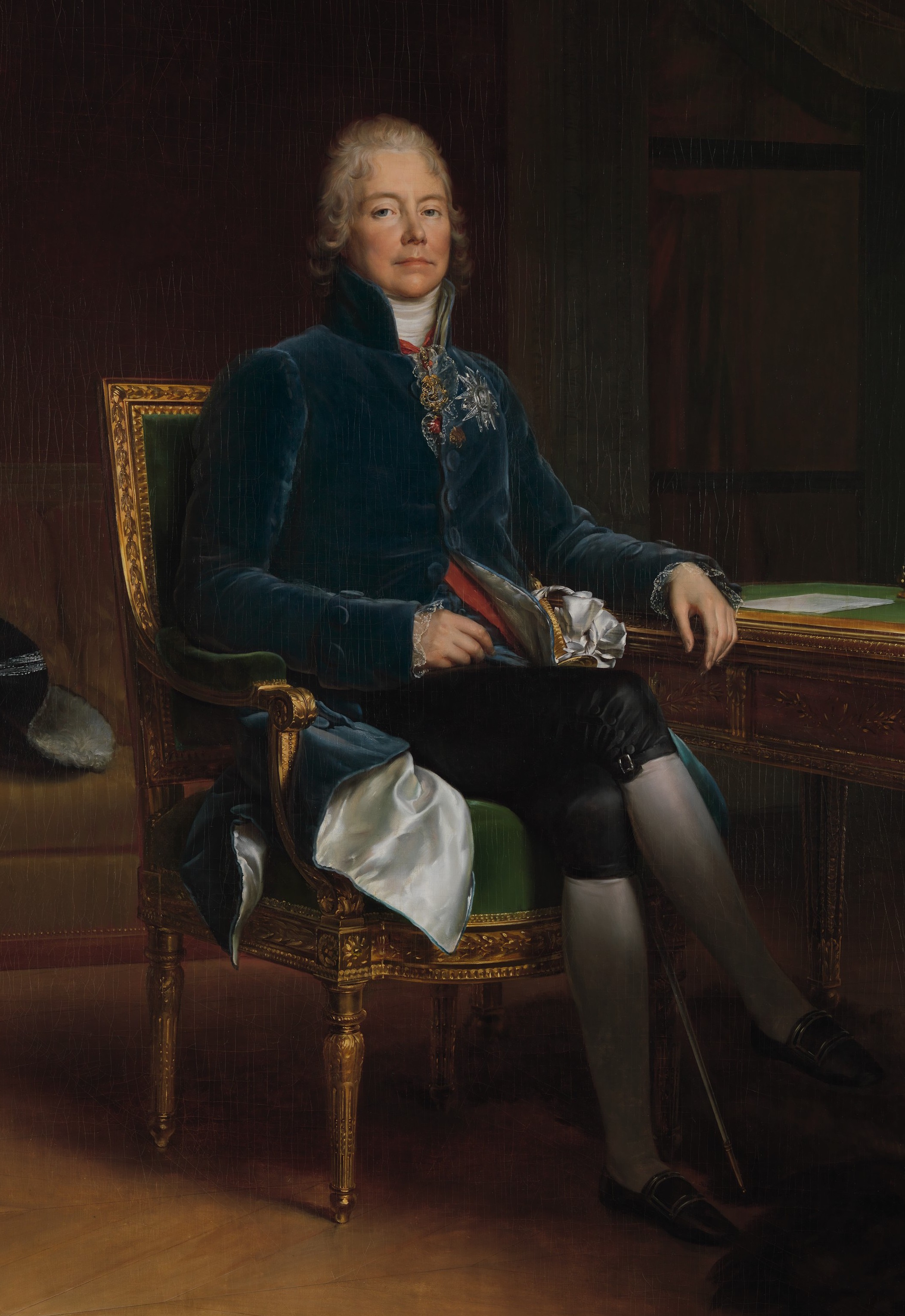
Charles-Maurice de Talleyrand-Périgord, Herzog von Benevent (1754–1838), französischer Außenminister

            2. Charles-Maurice de Talleyrand-Périgord, Herzog von Benevent (1754–1838), französischer AußenministerCharles-Maurice (* 2. Februar 1754; † 17. Mai 1838), Abt von Saint-Denis 1775–4. Januar 1789, Bischof von Autun 4. Januar 1789, Bischof von Saône-et-Loire, 1797–1807 und 1814–1815 französischer Außenminister, 1806 Fürst und Herzog von Benevent, 1814 Pair von Frankreich; ⚭ 10. September 1802 Catherine (* 29. November 1762; † 10. Dezember 1835), Tochter von Pierre Worlhée
            3. Archambaud-Joseph (* 1. September 1762; † 3. Mai 1838), Comte de Talleyrand-Périgord; ⚭ 2. Dezember 1778 Madeleine († guillotiniert 26. Juli 1794), Tochter von Jean-François Olivier, Marquis de Viriville
              1. Archambaud-Louis (* 10. August 1784; † 18. Juni 1808)
              2. Alexandre-Edmond (* 1. August 1787; † 14. Mai 1872), 17. Mai 1810 Comte de l’Empire, 2. Dezember 1817 (neapolitanischer) Duc de Dino, 28. Oktober 1817 Duc de Talleyrand-Périgord, 19. Juni 1846 (preußischer) Herzog von Sagan, 3. Oktober 1823 Generalleutnant; ⚭ I 23. April 1809 Dorothea (* 1793, † 19. September 1862), Prinzessin von Kurland, Tochter von Peter von Biron, Herzog von Kurland; ⚭ II 12. November 1864 Ida, Tochter von Georges Ulrich
                1. (I) Louis Napoleon de Talleyrand-Périgord (* 12. März 1811; † 21. März 1898), Duc de Valençay, dann Duc de Talleyrand-Périgord, 1846 Pair de France; ⚭ I 23. Februar 1829 Anne († 1858), Tochter von Anne Charles François de Montmorency, Duc de Montmorency, (Haus Montmorency); ⚭ II 4. April 1861 Pauline († 1895), Tochter von Esprit, Comte de Castellane-Novejean – Nachkommen aus beiden Ehen, darunter:
                  1. Boson I. de Talleyrand-Périgord Charles Guillaume Frédéric Boson de Talleyrand-Périgord, 4. Duc de Talleyrand, Herzog von Sagan (1832–1910)
                    1. Hélie de Talleyrand-Périgord 5. Duc de Talleyrand, 5. Duc de Dino, Herzog von Sagan (1859–1937)
                      1. Howard (1909–1929)
                      2. Helen Violette de Talleyrand-Périgord, Herzogin von Sagan (1915–2003) ⚭ Comte James de Pourtalès (1911–1996)
                        1. Hélie Comte de Pourtalès de Talleyrand, Herzog von Sagan (* 1938)

                    2. Paul Louis Marie Archambault Boson de Talleyrand-Périgord, 6. Duc de Talleyrand, 6. Duc de Dino, Duc de Valençay (1867–1952), letzter Besitzer von Schloss Valençay

                  2. Nicolas Raoul Adalbert de Talleyrand-Périgord, Duc de Montmorency (1837–1915)
                    1. Napoléon Louis de Talleyrand-Périgord, Duc de Montmorency (1867–1951)

                  3. (II) Dorothée (* 17. November 1862; † 17. Juli 1948); ⚭ I 6. Juli 1881 Karl Egon, Fürst von Fürstenberg (* 25. August 1852; † 27. November 1896); ⚭ II 1. Juni 1898 Jean, Comte de Castellane († 1965)

                2. (I) Alexandre-Edmond (1813–1894), 3. Duc de Dino; ⚭ 8. Oktober 1839 Marie-Valentine, Tochter von Charles, Comte de Sainte-Aldegonde
                  1. Charles Maurice Camille de Talleyrand-Périgord, 4. Duc de Dino, 2. Marquis de Talleyrand (1843–1917)
                    1. Pauline de Talleyrand-Périgord (1871–1952), ⚭ 1890 Mario Ruspoli, Fürst von Poggio-Suasa

                  2. Elisabeth de Talleyrand-Périgord (1844–1880), ⚭ 1863 Hans Eduard Franz Karl Anna Rolle, Graf von Oppersdorff
                  3. Archambauld Anatole de Talleyrand-Périgord (1845–1918), schlesischer Großgrundbesitzer, preußischer General, Sportfunktionär, Automobil-Club Gründer
                    1. Anne-Hélène (1877–1945), 1907 ⚭ Edouard Gonzalez de Andia y Dreyfus, Conde de Premio Real
                    2. Félicie de Talleyrand-Périgord (1878–1981) ⚭ 1907 Louis Gonzalez de Andia y Dreyfus, Marquis de Villahermosa (1874–1965)
                      1. Manuel Gonzalez de Andia y Talleyrand-Périgord, 8. Duc de Dino
                        1. Marie Louise Gonzalez de Andia y Elio, 9. Duchesse de Dino

                    3. Hélie de Talleyrand-Périgord (1882–1968), 4. Marquis de Talleyrand, 7. Duc de Talleyrand, 7. Duc de Dino (1952), ⚭ 1938 Lela Emery (1901–1962). Letzter männlicher Namensträger des Geschlechts.
                    4. Alexandre de Talleyrand-Périgord, Comte de Talleyrand (1883–1925)

                3. (I) Joséphine-Pauline (* 29. Dezember 1820; † 12. Oktober 1890); ⚭ 9. April 1839 Henri, Vicomte de Castellane († 1847)

              3. Françoise-Xavière (* 19. September 1785; † 19. Januar 1863); ⚭ 11. Mai 1803 Just de Noailles, Duc de Mouchy († 1846)

            4. Boson-Jacques (* 3. April 1764); ⚭ 20. Oktober 1800 Charlotte de Pusignan († 15. November 1819)
              1. Georgine-Louise (* 9. Juli 1801; † 16. Juli 1868); ⚭ Januar 1819 Charles-Philippe de Preissac d’Esclignac, Duc d’Esclignac et de Fimarcon

          3. (II) Louis (* 10. August 1735); ⚭ 29. Mai 1787 Marie-Charlotte de Messey

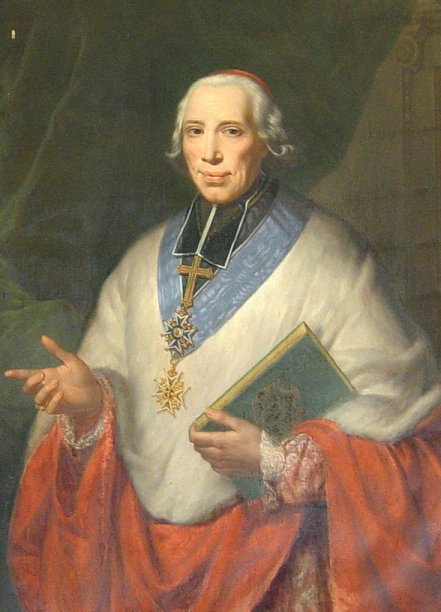
Alexandre Angélique de Talleyrand-Périgord, Kardinal-Erzbischof von Paris (1736–1821)

          4. (II) Alexandre Angélique de Talleyrand-Périgord, Kardinal-Erzbischof von Paris (1736–1821)Alexandre-Angélique (* 16. Oktober 1736; † 20. Oktober 1821), Abt von Le Gard 1762–1766, Bischof von Trajanopolis 1766–1777, Erzbischof von Reims 1777–1817, Erzbischof von Paris und Herzog von Saint-Cloud 1817–1821, Kardinal 20. Juli 1817
          5. (II) Louis-Marie (* 11. Oktober 1738; † 1799), Baron de Talleyrand; ⚭ Louise-Fidèle Durand
            1. Augustin (* 19. Februar 1770; † 20. Oktober 1832), Baron, dann Comte de Talleyrand, 1815 Pair de France; ⚭ 21. August 1804 Caroline d’Argy († 23. März 1847)
              1. Ernest (* 17. März 1807), Comte de Talleyrand; ⚭ 13. Oktober 1830 Marie-Louise, Tochter von Louis Le Pelletier.
                1. Marie-Louise (* 29. März 1832); ⚭ 30. September 1851 Henri de Ligne († 1871)

              2. Louis-Marie (* 3. Juli 1810), Vicomte de Talleyrand; ⚭ I 23. Mai 1839 Stéphanie († 26. Januar 1855), Tochter von Michel, Marquis de Pomereu; ⚭ II 30. Juli 1868 Marie-Thérèse, Tochter von Alexis Brossin.
                1. (I) Eugène (* 6. Januar 1841; † 1864)

            2. Anatole-Marie (* 7. Juni 1772), Vicomte de Talleyrand
            3. Alexandre-Daniel (* 22. Februar 1776; † 3. Juli 1839), Baron de Talleyrand, 1838 Pair de France; ⚭ Elisa Sara
              1. Charles-Angélique (* 18. November 1821; 29. Februar 1896), Baron de Talleyrand; ⚭ 11. Juni 1862 Vera Benardaki (Tochter Dmitri Jegorowitsch Benardakis)
              2. Marie Thérèse (* 2. Februar 1824); ⚭ 1842 John Stanley
              3. Louis-Alexis (* 25. August 1826; † 18. November 1872); ⚭ 10. März 1868 Marguerite Tochter von Louis Yvelin Baron de Biéville.

          6. (II) Pierre-Joseph (* 12. Juli 1741)
          7. (II) Antoine-Louis (* 15. November 1742)
          8. (II) Marie-Elisabeth († 1812); ⚭ 22. Februar 1759 Jacques, Marquis de Curton († 1780), (Haus Chabannes)

        2. Jean-Georges, Baron de Beauville († 21. Dezember 1786); ⚭ 21. Februar 1746 Catherine de La Salle
          1. Gabriel-Marie (* 14. Januar 1747)

    2. Jeanne-Marie; ⚭ 1657 Gabriel Beaupoil, Seigneur de Fontenilles
    3. Marie; ⚭ um 1670 Gaspard Frottier, Seigneur de Perray

  5. Eléonore; ⚭ I 1610 Henri Beaupoil, Baron de Sainte-Aulaire; ⚭ II 1618 François, Seigneur de Cosnac